# The Window of Life
The Window Of Life (рус. «Окно жизни») — четвёртый студийный альбом британской группы Pendragon, выпущенный в 1993 году. Был переиздан в 2006 году с четырьмя бонус-треками.

## Список композиций
1. The Walls of Babylon (10:50)
2. Ghosts (8:02)
3. Breaking the Spell (9:18)
4. The Last Man on Earth (14:46)
5. Nostradamus (Stargazing) (8:23)
6. Am I Really Losing You? (4:47)
7. The Third World in the UK (7:15)[1]
8. Dune (4:42)[1]
9. Sister Bluebird (7:48)[1]
10. Fallen Dreams and Angels (5:24)[1]

## Участники записи

### Группа
- Nick Barrett — вокал, гитара
- Peter Gee — бас-гитара
- Fudge Smith — барабаны
- Clive Nolan — клавишные

### Приглашённые музыканты
- Simon Forster — гармоника